# Chaetonotus schoepferi
Chaetonotus schoepferi är en djurart som tillhör fylumet bukhårsdjur, och som beskrevs av Thane-Fenchel 1970. Chaetonotus schoepferi ingår i släktet Chaetonotus och familjen Chaetonotidae. Inga underarter finns listade i Catalogue of Life.